# Pavel Nováček
Pavel Nováček (* 14. února 1961 Velké Meziříčí) je vysokoškolský pedagog a ekolog.

## Biografie
Pavel Nováček žije v Olomouci, kde založil a do 31. 8. 2022 byl vedoucím Katedry rozvojových a environmentálních studií na Univerzitě Palackého v Olomouci. Dále přednáší na Karlově univerzitě a Masarykově univerzitě. V Brně stál v roce 1998 u zrodu studijního oboru Humanitní environmentalistika.
Je jedním ze zakladatelů Strany pro otevřenou společnost (SOS), které byl od založení v roce 1998 do roku 2006 předsedou. Je členem Mezinárodní futurologické organizace a členem Společnosti pro udržitelný život (STUŽ).
V roce 2002 neúspěšně kandidoval do senátu na Olomoucku a v roce 2004 do Evropského parlamentu.
Ve volbách 2010 neúspěšně kandidoval do senátu za obvod č. 61 - Olomouc jako nestraník za KDU-ČSL, když se ziskem 9,03 % hlasů obsadil 5. místo.